# Alexander Ogando
Alexander Ogando (født 3. maj 2000) er en dominikansk atlet.
Han repræsenterede Den Dominikanske Republik ved Sommer-OL 2020 i Tokyo, hvor han tog sølv i 4x400 meter medley stafet.
Ved verdensmesterskaberne i atletik i 2022 i Eugene løb han på det Dominikanske Republiks hold, der tog guld i 4×400 meter medleystafet .